# Shahid Afridi
Sahibzada Mohammad Shahid Khan Afridi, detto Boom Boom (in urdu شاہد افریدی‎?; Khyber Agency, 1º marzo 1980), è un crickettista pakistano.
Uno dei giocatori di cricket più famosi al mondo per via dei suoi numerosi record, Afridi è soprannominato "Boom Boom" per le sue notevoli capacità di battitore.

## Carriera
Shahid Afridi ha giocato tutte le forme di cricket internazionale (Test,ODI e T20i). Si è ritirato dal formato più grande del cricket (test) nell'anno 2010 dichiarando di non riuscire a resistere tutti i 5 giorni del test match e di ispirarsi di più ai formati più corti (ODI e T20i).
Ha esordito nell'ODI (One Day International) il 2 ottobre 1996 a soli 16 anni ma non ebbe l'opportunità di battere. Esordi nel batting (battuta) nel suo secondo ODI dove creò molti record: Il record del più veloce century (centenario: 100 punti) nella storia del cricket, fece i suoi 100 punti in solo 37 palle, creò il record del più giovane giocatore di cricket ad ottenere un Centenario ed il record del più veloce ad ottenere il primo 100 della carriera internazionale.
Ha giocato 27 tests e fatto 1.716 punti con una media di 36,51 punti per partita.
inoltre come lanciatore ha ottenuto 48 eliminazioni (wickets).

## Statistiche
Shahid Afridi è noto per i suoi record; Oltre ai record elencati precedentemente, gli appartengono molti altri record come 345 "sixes" in ODIs più di 400 sixes nel cricket Internazionale, terzo posto nella classifica di "maggior numero di wickets" nella storia del Cricket Pakistano, Strike rate (punti in 100 palle) più alto nella storia del Cricket per esattezza di 116.97 e maggior numero di "uomo della partita" nella storia del Pakistan e terzo assieme a Ricky Ponting (Australia) e Jacques Kallis (Sud Africa) con 32 nel Cricket Internazionale.
- Test Cricket:
  - Partite: 27
  - Innings: 48
  - Non eliminato: 1
  - Punti: 1.716
  - Media: 36,51
  - Wickets: 48
  - Miglior risultato personale: 5/52
- One Day International:
  - Partite: 391
  - Innings: 363
  - Non eliminato: 26
  - Punti: 6.805
  - Media: 23,58
  - Wickets: 393
  - Miglior risultato personale: 7/12
- Twenty 20 International:
  - Partite: 77
  - Innings: 71
  - Non eliminato: 11
  - Punti: 1142
  - Media: 19,03
  - Wickets: 81
  - Miglior risultato personale: 4/11